# Покидов, Максим Петрович
Макси́м Петро́вич Поки́дов (род. 11 июля 1989, Липецк) — российский шоссейный велогонщик, начиная с 2010 года выступает в гонках континентального тура. В составе таких команд как «Москва» и «Итера-Катюша» неоднократно становился победителем и призёром всероссийских и международных соревнований. Представляет Самарскую область, мастер спорта международного класса.

## Биография
Максим Покидов родился 11 июля 1989 года в Липецке. Активно заниматься велоспортом начал в раннем детстве, проходил подготовку в липецкой детско-юношеской спортивной школе № 7 и в самарской школе высшего спортивного мастерства, в разное время тренировался под руководством таких специалистов как А. С. Водяников и П. К. Григорьев. Состоял в Центральном спортивном клубе Военно-воздушных сил Российской Федерации.
В 2006 году на треке завоевал золотую медаль на чемпионате Европы среди юниоров в Афинах, одержав победу в гонке по очкам.
Первого серьёзного успеха в шоссейном велоспорте добился в сезоне 2009 года, когда принял участие в многодневной гонке «Удмуртская правда», стал бронзовым призёром в прологе и серебряным на седьмом этапе. Год спустя присоединился к команде континентального тура «Москва», на «Удмуртской правде» на сей раз занял второе место в общем зачёте, тогда как на молодёжном чемпионате России показал пятый результат в групповой дисциплине и восьмой в индивидуальной. Ещё через год стал чемпионом всероссийского первенства среди молодёжи в командной гонке, выиграл серебро в парной гонке и гонке-критериум, взял бронзу в индивидуальной гонке.
Начиная с 2012 года Покидов выступал за российскую континентальную команду «Итера-Катюша». В дебютном сезоне в новом клубе несколько раз становился призёром многодневной гонки «Дружба народов Северного Кавказа», заняв в генеральной классификации пятое место, победил в «Критериуме на призы президента республики Адыгея», выиграл третий командной этап в престижной веломногодневке «Сиркуит дез Арденн Интернасьональ» во Франции, расположился на девятнадцатой строке в зачёте командной гонки на чемпионате мира в Голландии. В 2013 году был лучшим на втором этапе многодневной гонки «Пять колец Москвы», на стартовом этапе «Дружбы народов Северного Кавказа», завоевал титул чемпиона России в парной и командной гонках, пришёл к финишу вторым на «Кубке мэра» и на нескольких этапах «Гран-при Адыгеи» (четвёртое место в генеральной классификации), финишировал третьим на «Гран-при Донецка». Сезон 2014 года провёл преимущественно на дорогах Европы, в том числе участвовал в «Туре Эльзаса» и «Дуо Норманд» во Франции, проехал «Велосипедный тур Чехии», стартовал на этапах «Центрально-европейского тура» в Венгрии и тура «Балтийская цепь» в Латвии.
За выдающиеся спортивные достижения удостоен почётного звания «Мастер спорта России международного класса».